# Simetría octaédrica
| · Simetría · involutiva · Cs, (*) · [ ] =     | · Simetría · cíclica · Cnv, (*nn) · [n] =    | · Simetría · diédrica · Dnh, (*n22) · [n,2] = |
| Grupo poliédrico, [n,3], (*n32)               |                                              |                                               |
| · Simetría tetraédrica · Td, (*332) · [3,3] = | · Simetría octaédrica · Oh, (*432) · [4,3] = | · Simetría icosaédrica · Ih, (*532) · [5,3] = |

Grafo cíclico
Los cuatro ciclos hexagonales tienen en común la inversión (el nudo negro en la parte superior). Los hexágonos son simétricos, por lo que por ejemplo 3 y 4 están en el mismo ciclo

La simetría octaédrica (también denominada simetría octaedral o simetría del octaedro) es el conjunto de propiedades reflexivas de aquellas figuras del espacio tridimensional que poseen las 24 simetrías rotacionales (o que conservan la orientación) y un orden de simetría de 48, incluidas las transformaciones que combinan una reflexión y una rotación, que son propias de un octaedro regular.
El cubo tiene el mismo conjunto de simetrías, ya que es el poliedro poliedro conjugado (también denominado dual) del octaedro.
El grupo de simetrías que conservan la orientación es S4, el grupo simétrico o el grupo de permutaciones de cuatro objetos, ya que existe exactamente una de esas simetrías para cada permutación de las cuatro diagonales del cubo.

## Detalles
La simetría octaédrica quiral y completa (o aquiral) son las simetrías de puntos discretos (o equivalentemente, simetrías en la esfera) con los grupo de simetría más grandes compatibles con la simetría traslacional. Están entre los grupos de puntos cristalográficos del sistema cristalino cúbico.
| Elementos de O                       | Elementos de O              | Inversiones de elementos de O                              | Inversiones de elementos de O       |
| ------------------------------------ | --------------------------- | ---------------------------------------------------------- | ----------------------------------- |
| Identidad                            | 0                           | Inversión                                                  | 0'                                  |
| 3 × rotación de 180° axial cuádruple | 7, 16, 23                   | 3 × reflexión en un plano perpendicular a un eje cuádruple | 7', 16', 23'                        |
| 8 × rotación de 120° axial triple    | 3, 4, 8, 11, 12, 15, 19, 20 | 8 × rotorreflexión de 60°                                  | 3', 4', 8', 11', 12', 15', 19', 20' |
| 6 × rotación de 180° axial doble     | 1', 2', 5', 6', 14', 21'    | 6 × reflexión doble en un plano perpendicular a un eje     | 1, 2, 5, 6, 14, 21                  |
| 6 × rotación de 90° axial cuádruple  | 9', 10', 13', 17', 18', 22' | 6 × rotoreflection by 90°                                  | 9, 10, 13, 17, 18, 22               |

| Ejemplos                 | Ejemplos                 | Ejemplos                 | Ejemplos                 | Ejemplos                 |
| ------------------------ | ------------------------ | ------------------------ | ------------------------ | ------------------------ |
| {\displaystyle (0,0)=0}  | {\displaystyle (3,0)=7}  | {\displaystyle (0,3)=3}  | {\displaystyle (7,1)=1'} | {\displaystyle (4,5)=9'} |
| {\displaystyle (7,0)=0'} | {\displaystyle (4,0)=7'} | {\displaystyle (7,3)=3'} | {\displaystyle (0,1)=1}  | {\displaystyle (3,5)=9}  |

Como grupo hiperoctaédrico de dimensión 3, el grupo octaédrico completo es el producto en corona {\displaystyle S_{2}\wr S_{3}\simeq S_{2}^{3}\rtimes S_{3}},
 y una forma natural de identificar sus elementos es como pares {\displaystyle (m,n)} con {\displaystyle m\in [0,2^{3})} y {\displaystyle n\in [0,3!)}. 
Pero como también es el producto directo {\displaystyle S_{4}\times S_{2}}, es posible simplemente identificar los elementos del subgrupo tetraédrico Td como {\displaystyle a\in [0,4!)} y sus inversiones como {\displaystyle a'}.
Por ejemplo, la identidad {\displaystyle (0,0)} se representa como {\displaystyle 0} y la inversión {\displaystyle (7,0)} como {\displaystyle 0'}. 

{\displaystyle (3,1)} se representa como {\displaystyle 6} y {\displaystyle (4,1)} como {\displaystyle 6'}.
Una rotorreflexión es una combinación de rotación y reflexión.
| La reflexión {\displaystyle 7'}aplicada en la rotación de 120° {\displaystyle 4}proporciona la rotorreflexión de 60° {\displaystyle 8'}. {\displaystyle 7'\circ 4=8'}       |
| La reflexión {\displaystyle 7'}aplicada sobre la rotación de 90° {\displaystyle 22'}proporciona la rotorreflexión de 90° {\displaystyle 17}. {\displaystyle 7'\circ 22'=17} |

### Simetría octaédrica quiral
O, 432, o [4,3]+ de orden 24, son distintas notaciones usadas para denominar a la simetría octaédrica quiral o simetría octaédrica rotacional. Este grupo es como la simetría tetraédrica T quiral, pero los ejes C2 ahora son ejes C4, y además hay 6 ejes C2, a través de los puntos medios de las aristas del cubo. Td y O son isomorfos como grupos abstractos: ambos corresponden a S4, el grupo simétrico de 4 objetos. Td es la unión de T y el conjunto obtenido al combinar cada elemento de O \ T con inversión. O es el grupo de rotación del cubo y del octaedro regular.
| Proyección ortogonal       | Proyección estereográfica | Proyección estereográfica | Proyección estereográfica |
| Doble                      | Cuádruple                 | Triple                    | Doble                     |
| -------------------------- | ------------------------- | ------------------------- | ------------------------- |
|                            |                           |                           |                           |
| Simetría octaédrica quiral |                           |                           |                           |

| Ejes de giro | Ejes de giro | Ejes de giro |
| C4           | C3           | C2           |
| ------------ | ------------ | ------------ |
| 3            | 4            | 6            |

### Simetría octaédrica completa
Oh, *432, [4,3], o m3m de orden 48, son formas utilizadas para denominar la simetría octaédrica aquiral o simetría octaédrica completa. Este grupo tiene los mismos ejes de rotación que O, pero con planos de simetría especular, que comprenden tanto los planos de Td como los de Th. Este grupo es isomorfo a S4.C2, y es el grupo de simetría completa compartido por el cubo y el octaedro. Es el grupo hiperoctaédrico para n = 3. Véanse también las isometrías del cubo.
Con los ejes cuádruples como ejes de coordenadas, un dominio fundamental de Oh viene dado por 0 ≤ x ≤ y ≤ z. Un objeto con esta simetría se caracteriza por la parte del objeto en el dominio fundamental, por ejemplo el cubo viene dado por z = 1, y el octaedro por x + y + z = 1 (o las desigualdades correspondientes, para obtener el sólido en lugar de la superficie).
ax + by + cz = 1 da un poliedro con 48 caras, el disdiaquis dodecaedro.
Las caras son 8 por 8 combinadas con caras más grandes para a = b = 0 (cubo) y 6 por 6 para a = b = c (octaedro).
Las 9 líneas especulares de simetría octaédrica completa se pueden dividir en dos subgrupos de 3 y 6 (dibujados en púrpura y rojo), que se traducen en dos subsimetrías ortogonales: D2h y Td. La simetría D2h se puede duplicar a D4h restaurando 2 planos de simetría especular desde una de las tres orientaciones.
| Proyección ortográfica                                   | Proyección estereográfica                               | Proyección estereográfica                               | Proyección estereográfica                               |
| Proyección ortográfica                                   | Cuádruple                                               | Triple                                                  | Doble                                                   |
| Oh, [4,3], , simetría octaédrica completa (3+6 espejos)  | Oh, [4,3], , simetría octaédrica completa (3+6 espejos) | Oh, [4,3], , simetría octaédrica completa (3+6 espejos) | Oh, [4,3], , simetría octaédrica completa (3+6 espejos) |
| -------------------------------------------------------- | ------------------------------------------------------- | ------------------------------------------------------- | ------------------------------------------------------- |
|                                                          |                                                         |                                                         |                                                         |
| Td, [3,3]=[1+,4,3], = , subgrupo tetraédrico (6 espejos) |                                                         |                                                         |                                                         |
|                                                          |                                                         |                                                         |                                                         |
| C3v, [3], , subgrupo diédrico (3 espejos)                |                                                         |                                                         |                                                         |
|                                                          |                                                         |                                                         |                                                         |

| Proyección ortográfica                                 | Proyección estereográfica                     | Proyección estereográfica                     | Proyección estereográfica                     |
| Proyección ortográfica                                 | Cuádruple                                     | Triple                                        | Doble                                         |
| D4h, [4,2], subgrupo diédrico (1+2+2 espejos)          | D4h, [4,2], subgrupo diédrico (1+2+2 espejos) | D4h, [4,2], subgrupo diédrico (1+2+2 espejos) | D4h, [4,2], subgrupo diédrico (1+2+2 espejos) |
| ------------------------------------------------------ | --------------------------------------------- | --------------------------------------------- | --------------------------------------------- |
|                                                        |                                               |                                               |                                               |
| D2h, [2,2]=[4,3*], = subgrupo diédrico (1+1+1 espejos) |                                               |                                               |                                               |
|                                                        |                                               |                                               |                                               |
| C4v, [4], , subgrupo diédrico (2+2 espejos)            |                                               |                                               |                                               |
|                                                        |                                               |                                               |                                               |

### Matrices de rotación
Tómese el conjunto de todas las matrices de permutación de orden 3×3 de la matriz identidad, y asígnese un signo + o − a cada uno de los tres números 1. Existen {\displaystyle 3!=6} permutaciones y {\displaystyle 2^{3}=8} combinaciones de signos para un total de 48 matrices, obteniéndose el grupo octaédrico completo. 24 de estas matrices tienen un determinante de +1; estas son las matrices de rotación del grupo octaédrico quiral. Las otras 24 matrices tienen un determinante de −1 y corresponden a una reflexión o inversión.
Se necesitan tres matices generadores de reflexión para la simetría octaédrica, que representan los tres planos de simetría especular de un diagrama de Coxeter-Dynkin. El producto de las reflexiones produce 3 generadores rotacionales.
|             | Reflexiones                                                                               | Reflexiones                                                                              | Reflexiones                                                                              | Rotaciones                                                                                | Rotaciones                                                                               | Rotaciones                                                                                | Rotorreflexiones                                                                          |
| Generadores | R0                                                                                        | R1                                                                                       | R2                                                                                       | R0R1                                                                                      | R1R2                                                                                     | R0R2                                                                                      | R0R1R2                                                                                    |
| ----------- | ----------------------------------------------------------------------------------------- | ---------------------------------------------------------------------------------------- | ---------------------------------------------------------------------------------------- | ----------------------------------------------------------------------------------------- | ---------------------------------------------------------------------------------------- | ----------------------------------------------------------------------------------------- | ----------------------------------------------------------------------------------------- |
| Grupo       |                                                                                           |                                                                                          |                                                                                          |                                                                                           |                                                                                          |                                                                                           |                                                                                           |
| Orden       | 2                                                                                         | 2                                                                                        | 2                                                                                        | 4                                                                                         | 3                                                                                        | 2                                                                                         | 6                                                                                         |
| Matriz      | {\displaystyle \left[{\begin{smallmatrix}1&0&0\\0&1&0\\0&0&-1\\\end{smallmatrix}}\right]} | {\displaystyle \left[{\begin{smallmatrix}1&0&0\\0&0&1\\0&1&0\\\end{smallmatrix}}\right]} | {\displaystyle \left[{\begin{smallmatrix}0&1&0\\1&0&0\\0&0&1\\\end{smallmatrix}}\right]} | {\displaystyle \left[{\begin{smallmatrix}1&0&0\\0&0&1\\0&-1&0\\\end{smallmatrix}}\right]} | {\displaystyle \left[{\begin{smallmatrix}0&1&0\\0&0&1\\1&0&0\\\end{smallmatrix}}\right]} | {\displaystyle \left[{\begin{smallmatrix}0&1&0\\1&0&0\\0&0&-1\\\end{smallmatrix}}\right]} | {\displaystyle \left[{\begin{smallmatrix}0&1&0\\0&0&1\\-1&0&0\\\end{smallmatrix}}\right]} |

### Subgrupos de simetría octaédrica completa
| OTdThGrafos cíclicos de los subgrupos de orden 24                          |
|                                                                            |
| Subgrupos de rotaciónSubgrupos de reflexiónSubgrupos conteniendo inversión |

| Schoe.   | Coxeter | Coxeter | Orb. | H-M    | Estructura | Cíc. | Orden | Índice |
| -------- | ------- | ------- | ---- | ------ | ---------- | ---- | ----- | ------ |
| Oh       | [4,3]   |         | *432 | m3m    | S4×S2      |      | 48    | 1      |
| Td       | [3,3]   |         | *332 | 43m    | S4         |      | 24    | 2      |
| D4h      | [2,4]   |         | *224 | 4/mmm  | D2×D8      |      | 16    | 3      |
| D2h      | [2,2]   |         | *222 | mmm    | D23=D2×D4  |      | 8     | 6      |
| C4v      | [4]     |         | *44  | 4mm    | D8         |      | 8     | 6      |
| C3v      | [3]     |         | *33  | 3m     | D6=S3      |      | 6     | 8      |
| C2v      | [2]     |         | *22  | mm2    | D2=D4      |      | 4     | 12     |
| Cs=C1v   | [ ]     |         | *    | 2 or m | D2         |      | 2     | 24     |
| Th       | [3+,4]  |         | 3*2  | m3     | A4×S2      |      | 24    | 2      |
| C4h      | [4+,2]  |         | 4*   | 4/m    | Z4×D2      |      | 8     | 6      |
| D3d      | [2+,6]  |         | 2*3  | 3m     | D12=Z2×D6  |      | 12    | 4      |
| D2d      | [2+,4]  |         | 2*2  | 42m    | D8         |      | 8     | 6      |
| C2h= D1d | [2+,2]  |         | 2*   | 2/m    | Z2×D2      |      | 4     | 12     |
| S6       | [2+,6+] |         | 3×   | 3      | Z6=Z2×Z3   |      | 6     | 8      |
| S4       | [2+,4+] |         | 2×   | 4      | Z4         |      | 4     | 12     |
| S2       | [2+,2+] |         | ×    | 1      | S2         |      | 2     | 24     |
| O        | [4,3]+  |         | 432  | 432    | S4         |      | 24    | 2      |
| T        | [3,3]+  |         | 332  | 23     | A4         |      | 12    | 4      |
| D4       | [2,4]+  |         | 224  | 422    | D8         |      | 8     | 6      |
| D3       | [2,3]+  |         | 223  | 322    | D6=S3      |      | 6     | 8      |
| D2       | [2,2]+  |         | 222  | 222    | D4=Z2      |      | 4     | 12     |
| C4       | [4]+    |         | 44   | 4      | Z4         |      | 4     | 12     |
| C3       | [3]+    |         | 33   | 3      | Z3=A3      |      | 3     | 16     |
| C2       | [2]+    |         | 22   | 2      | Z2         |      | 2     | 24     |
| C1       | [ ]+    |         | 11   | 1      | Z1         |      | 1     | 48     |

|                                              |
| Subgrupos octaédricos en notación de Coxeter |

## Isometrías del cubo

Los 48 elementos de simetría de un cubo

El cubo tiene 48 isometrías (elementos de simetría), formando el grupo de simetría Oh, isomorfo al grupo S4 × Z2. Se pueden clasificar de la siguiente manera:
- O (la identidad y 23 rotaciones propias) con los siguientes conjugados (entre paréntesis se dan las permutaciones de las diagonales del sólido y la representación mediante el cuaternión unidad):
  - Identidad (identidad; 1)
  - Rotación sobre un eje desde el centro de una cara al centro de la cara opuesta en un ángulo de 90°: 3 ejes, 2 por eje, juntos 6 ((1 2 3 4), etc.; ((1  ± i )/√2, etc.)
  - Ídem por un ángulo de 180°: 3 ejes, 1 por eje, juntos 3 ((1 2) (3 4), etc.; i, j, k)
  - Rotación sobre un eje desde el centro de una arista hasta el centro de la arista opuesta en un ángulo de 180°: 6 ejes, 1 por eje, juntos 6 ((1 2), etc.; ((i' ' ± j )/√2, etc.)
  - Rotación sobre la diagonal del sólido en un ángulo de 120°: 4 ejes, 2 por eje, juntos 8 ((1 2 3), etc.; (1 ± i ± ' 'j ± k)/2)
- Lo mismo con inversión (x se asigna a −x) (también 24 isometrías). Téngase en cuenta que la rotación en un ángulo de 180° alrededor de un eje combinado con la inversión es solo un reflejo en el plano perpendicular. La combinación de inversión y rotación alrededor de la diagonal del cuerpo en un ángulo de 120° es una rotación alrededor de la diagonal del cuerpo en un ángulo de 60°, combinada con la reflexión en el plano perpendicular (la rotación en sí misma no se corresponde con el cubo; la intersección del plano de reflexión con el cubo es un hexágono regular).

Una isometría del cubo se puede identificar de varias maneras:
- Por las caras, tres caras adyacentes dadas (por ejemplo, 1, 2 y 3 que se asignan en un dado)
- Por la imagen de un cubo con una marca no simétrica en una cara: la cara con la marca, si es normal o especular, y la orientación
- Por una permutación de las cuatro diagonales del cuerpo (cada una de las 24 permutaciones es posible), combinada con una clave para determinar la inversión del cubo, o no

Para cubos con colores o marcas (como las que tienen los dados), el grupo de simetría es un subgrupo de Oh.
Ejemplos:
- C4v, [4], (*422): si una cara tiene un color diferente (o dos caras opuestas tienen colores diferentes entre sí y de las otras cuatro), el cubo tiene 8 isometrías, como un cuadrado tiene en 2D.
- D2h, [2,2], (*222): si las caras opuestas tienen los mismos colores, diferentes para cada conjunto de dos, el cubo tiene 8 isometrías, como un cuboide.
- D4h, [4,2], (*422): si dos caras opuestas tienen el mismo color, y todas las demás caras tienen un color diferente, el cubo tiene 16 isometrías, como un prisma de base cuadrada.
- C2v, [2], (*22):
  - Si dos caras adyacentes tienen el mismo color y todas las demás caras tienen un color diferente, el cubo tiene 4 isometrías.
  - Si tres caras, de las cuales dos opuestas entre sí, son de un color y las otras tres de otro color, el cubo tiene 4 isometrías.
  - Si dos caras opuestas tienen el mismo color, y otras dos caras opuestas también, y las dos últimas tienen colores diferentes, el cubo tiene 4 isometrías, como una hoja de papel en blanco con una forma con simetría especular.
- Cs, [ ], (*):
  - Si dos caras adyacentes tienen colores diferentes entre sí, y las otras cuatro tienen un tercer color, el cubo tiene 2 isometrías.
  - Si dos caras opuestas tienen el mismo color y todas las demás caras tienen colores diferentes, el cubo tiene 2 isometrías, como una hoja asimétrica de papel en blanco.
- C3v, [3], (*33): si tres caras, de las cuales ninguna es opuesta, son de un color y las otras tres de otro color, el cubo tiene 6 isometrías.

Para algunos subgrupos más grandes, un cubo con ese grupo como grupo de simetría no es posible con solo colorear caras enteras. Se tiene que dibujar algún patrón en las caras.
Ejemplos:
- D2d, [2+,4], (2*2): si una cara tiene un segmento recto que divide la cara en dos rectángulos iguales, y la opuesta lo tiene en dirección perpendicular, el cubo tiene 8 isometrías. Entonces existe un plano de simetría y doble simetría rotacional con un eje que forma un ángulo de 45° con ese plano y, como resultado, también hay otro plano de simetría perpendicular al primero, y otro eje de doble simetría rotacional perpendicular a la primera.
- Th, [3+,4], (3*2): si cada cara tiene un segmento de línea que divide la cara en dos rectángulos iguales, de modo que los segmentos de línea de las caras adyacentes no se encuentran en la arista de una cara, el cubo tiene 24 isometrías: las permutaciones pares de las diagonales del cuerpo y las mismas combinadas con inversión (x se asigna a −x).
- Td, [3,3], (*332): si el cubo consta de ocho cubos más pequeños, cuatro blancos y cuatro negros, colocados alternativamente en las tres direcciones estándar, el cubo tiene de nuevo 24 isometrías: esta vez las permutaciones pares de las diagonales del sólido y los inversos de las "otras" rotaciones propias.
- T, [3,3]+, (332): si cada cara tiene el mismo patrón con doble simetría rotacional, digamos la letra S, tal que en todos los bordes la parte superior de una S se encuentra con un lado de la otra S, el cubo tiene 12 isometrías: las permutaciones pares de las diagonales del cuerpo.

La simetría completa del cubo, Oh, [4,3], (*432), se conserva si y solo si todas las caras tienen el mismo patrón de manera que se conserva la simetría completa del cuadrado, con una simetría para el grupo cuadrado, Dih4, [4], de orden 8.
La simetría completa del cubo bajo rotaciones propias, O, [4,3]+, (432), se conserva si y solo si todas las caras tienen el mismo patrón con simetría rotacional cuádruple, Z4, [4]+.

## Simetría octaédrica de la superficie de Bolza
En la teoría de superficies de Riemann, la superficie de Bolza, a veces llamada curva de Bolza, se obtiene como el doble recubrimiento ramificado de la esfera de Riemann, con un lugar geométrico de ramificación en el conjunto de vértices del octaedro regular inscrito. Su grupo de automorfismos incluye la involución hiperelíptica que voltea las dos hojas del recubrimiento. El cociente por el subgrupo de orden 2 generado por la involución hiperelíptica da precisamente el grupo de simetrías del octaedro. Entre las muchas propiedades notables de la superficie de Bolza está el hecho de que maximiza la sístole entre todas las superficies hiperbólicas de género 2.

## Sólidos con simetría quiral octaédrica
| Clase                                      | Nombre    | Imagen | Caras | Aristas | Vértices | Nombre del dual           | Imagen |
| ------------------------------------------ | --------- | ------ | ----- | ------- | -------- | ------------------------- | ------ |
| Sólidos arquimedianos (Sólidos de Catalan) | Cubo romo |        | 38    | 60      | 24       | Icositetraedro pentagonal |        |

## Sólidos con simetría octaédrica completa
| Clase                                              | Nombre               | Imagen            | Caras | Aristas | Vértices | Nombre del dual          | Imagen     |
| -------------------------------------------------- | -------------------- | ----------------- | ----- | ------- | -------- | ------------------------ | ---------- |
| Sólidos platónicos                                 | Cubo                 | Hexahedron (cube) | 6     | 12      | 8        | Octaedro                 | Octahedron |
| Sólidos arquimedianos (duales: sólidos de Catalan) | Cuboctaedro          |                   | 14    | 24      | 12       | Rombododecaedro          |            |
| Sólidos arquimedianos (duales: sólidos de Catalan) | Cubo truncado        |                   | 14    | 36      | 24       | Triaquisoctaedro         |            |
| Sólidos arquimedianos (duales: sólidos de Catalan) | Octaedro truncado    |                   | 14    | 36      | 24       | Tetraquishexaedro        |            |
| Sólidos arquimedianos (duales: sólidos de Catalan) | Rombicuboctaedro     |                   | 26    | 48      | 24       | Icositetraedro deltoidal |            |
| Sólidos arquimedianos (duales: sólidos de Catalan) | Cuboctaedro truncado |                   | 26    | 72      | 48       | Hexaquisoctaedro         |            |
| Poliedros regulares compuestos                     | Estrella octángula   |                   | 8     | 12      | 8        | Autodual                 |            |
| Poliedros regulares compuestos                     | Cubo y octaedro      |                   | 14    | 24      | 14       | Autodual                 |            |